# Streetsboro (Ohio)
Streetsboro es una ciudad ubicada en el condado de Portage en el estado estadounidense de Ohio. En el Censo de 2010 tenía una población de 16 028 habitantes y una densidad poblacional de 254,03 personas por km².

## Geografía
Streetsboro se encuentra ubicada en las coordenadas 41°14′23″N 81°20′45″O / 41.23972, -81.34583. Según la Oficina del Censo de los Estados Unidos, Streetsboro tiene una superficie total de 63,09 km², de la cual 60,76 km² corresponden a tierra firme y (3,7 %) 2,34 km² es agua.

## Demografía
Según el censo de 2010, había 16028 personas residiendo en Streetsboro. La densidad de población era de 254,03 hab./km². De los 16 028 habitantes, Streetsboro estaba compuesto por el 87,7 % blancos, el 7,91 % eran afroamericanos, el 0,16 % eran amerindios, el 2,18 % eran asiáticos, el 0,02 % eran isleños del Pacífico, el 0,26 % eran de otras razas y el 1,76 % pertenecían a dos o más razas. Del total de la población el 1,68 % eran hispanos o latinos de cualquier raza.